# Nadškofija Gatineau
Nadškofija Gatineau je rimskokatoliška nadškofija s sedežem v Gatineauu (Québec, Kanada).

## Geografija
Nadškofija zajame področje 6.015 km² s 276.371 prebivalci, od katerih je 238.646 rimokatoličanov (86,3 % vsega prebivalstva).
Nadškofija se nadalje deli na 61 župnij.

## Nadškofje
- Roger Ébacher (28. oktober 2005-danes)